# Red Bull RB5
Chronologie des modèles (2009)
Red Bull RB4 Red Bull RB6
La Red Bull RB5 est la monoplace de Formule 1 engagée par l'équipe Red Bull Racing dans le championnat du monde de Formule 1 2009. Officiellement présentée le lundi 9 février 2009, lors d'une séance d'essais sur le circuit de Jerez, cette monoplace tient compte des modifications de règlements introduites en 2009 et présente un aileron avant élargi, un aileron arrière rétréci et relevé et des pneus slicks. Ses pilotes sont l'Australien Mark Webber et l'Allemand Sebastian Vettel, transfuge de l'écurie B Toro Rosso.
La RB5 effectue son premier roulage le lundi 9 février 2009. À cause de problèmes techniques lors du développement du SREC, l'écurie a acheté la version développée par Renault mais ne l'a installée dans aucune de ses monoplaces. Christian Horner s'est dit peu séduit par le système de récupération d'énergie cinétique : « En termes de gains de performance, nous ne sentons pas qu'il mérite sa place sur notre voiture, mais cela ne veut pas dire que nous ne l'utiliserons pas à l'avenir [...] À l'heure actuelle, il n'y a pas de date prévue quant à son utilisation ».

## Historique
Après quatre saisons et 71 Grands Prix où elle a obtenu trois podiums et n'a pu faire mieux qu'une cinquième place au championnat constructeurs, en 2007, sans même s'être affirmée dans le peloton, et à l'issue d'une saison 2008 qui l'a vu devancée par son écurie B Scuderia Toro Rosso, Red Bull Racing va profiter de la nouvelle réglementation pour s'affirmer en tant que candidat au titre mondial, ambition affichée par Dietrich Mateschitz à sa création.
Pour le Grand Prix inaugural, en Australie, Vettel se qualifie troisième et Webber huitième. Webber est impliqué dans l'accrochage du départ et doit passer par les stands. Vettel, de son côté, profite de l'incident et roule en deuxième position derrière la Brawn BGP 001 de Jenson Button. Dans les derniers tours, il voit la BMW Sauber F1.09 de Robert Kubica revenir dans ses rétroviseurs. Kubica tente de passer par l'extérieur mais Vettel résiste, ce qui cause un accrochage et leur abandon mutuel ; Webber remonte à la douzième position.
En Malaisie, Vettel réalise le troisième temps mais part treizième après une pénalité de dix places en raison de l'accrochage avec Kubica ; Webber s'élance cinquième. Les premiers tours se déroulent sous un ciel couvert puis la pluie fait son apparition avant de redoubler d'intensité. Plusieurs pilotes, dont Vettel, se font piéger, l'Allemand part en tête-à-queue et abandonne. Webber est en lutte avec les pilotes de tête avant de passer par les stands. La course est arrêtée peu après. Moins de 75 % de la course ayant été réalisés, seule la moitié des points est attribuée et Webber, avec sa sixième place, récolte 1,5 point, ce qui classe Red Bull à la septième position provisoire chez les constructeurs.
En Chine, Sebastian Vettel réalise la première pole position de l'écurie en 74 Grands Prix tandis que Mark Webber s'élance troisième. Les Red Bull concluent ce Grand Prix pluvieux par leur premier doublé et leur tant attendue première victoire. L'écurie remonte à la deuxième place au classement constructeurs, derrière Brawn.
À Bahreïn, Vettel se qualifie troisième derrière les Toyota de Jarno Trulli et Timo Glock tandis que Webber, gêné par la Force India d'Adrian Sutil, s'élance dix-huitième. Vettel termine deuxième derrière Button tandis que Webber remonte à la onzième place.
En Espagne, les Red Bull sont deuxième (Vettel) et cinquième (Webber) sur la grille. Webber termine troisième, non loin de la Brawn de Rubens Barrichello et devant Vettel. À Monaco, les voitures autrichiennes sont plus en retrait : Vettel se qualifie quatrième et Webber huitième. Les Brawn dominent tandis qu'en début de course, Vettel est en difficulté avec ses pneus tendres et bloque les pilotes derrière lui. Il effectue rapidement son ravitaillement et repart en fond de classement. Quelques tours plus tard, il tape le mur de pneus à Sainte-Dévote et abandonne. Webber termine cinquième. Si cette épreuve monégasque a pu permettre à Red Bull de consolider sa deuxième place au classement constructeurs, elle a en revanche compromis ses chances de titre : l'écurie pointe en effet à 43,5 points de Brawn-Mercedes. Après ce premier tiers de saison, l'écurie a déjà inscrit plus de points (42,5) que sur la totalité de 2008 (34).
En Turquie, Vettel réalise la pole position tandis que Webber s'élance quatrième. Si Vettel manque probablement la victoire au bénéfice de Jenson Button à la suite de sa légère sortie de piste du premier tour, les Red Bull terminent deuxième (Webber) et troisième (Vettel) alors que seule la Brawn de Button, vainqueur, est à l'arrivée, ce qui permet à Red Bull de reprendre quatre points.
En Grande-Bretagne, Vettel obtient une nouvelle pole position et Webber le troisième temps. Ils réalisent un doublé en course. Les places s'inversent en Allemagne où Webber obtient sa première pole position et sa première victoire après 130 tentatives, le record absolu en Formule 1. Ce deuxième doublé consécutif permet à Red Bull de revenir à 19,5 points de Brawn.
Les Red Bull s'élancent deuxième (Vettel) et troisième (Webber) en Hongrie. Vettel manque son départ et se retrouve en septième position au premier tour. Il abandonne sur suspension abîmée à l'issue d'un contact avec la Ferrari de Kimi Räikkönen au premier tour tandis que Webber rapporte les six points de la troisième place. Jenson Button étant le seul pilote Brawn à inscrire des points avec sa septième place, Red Bull revient alors à 15,5 points de l'écurie novice.
En Europe, après la pause estivale, Vettel s'élance quatrième et Webber neuvième. L'Allemand abandonne sur casse moteur et Webber stagne tandis que la Brawn de Barrichello remporte la course et que Button ajoute deux points, faisant remonter l'écart au championnat à 27,5 points.
En Grand Prix automobile de Belgique, Vettel se qualifie huitième, devant Webber. L'Allemand monte sur le podium et ramène à 23,5 points le retard de Red Bull ; les Brawn annihilent cette réalisation en faisant un doublé en Italie alors que seul Vettel rapporte un point. À quatre Grands Prix de la fin, l'écurie autrichienne compte 40,5 points de retard. À Singapour, Webber abandonne sur un problème de freins tandis que Vettel termine quatrième devant les Brawn qui s'adjugent deux points supplémentaires. Au Japon, Vettel réalise la pole position et s'impose, toutefois lui et Red Bull perdent toute chance mathématique de titre lors du Brésil, malgré la victoire de Webber et la quatrième place de Vettel devant Button, qui devient champion du monde.
Pour le dernier Grand Prix, à Abou Dabi, Vettel et Webber partent deuxième et troisième et obtiennent le quatrième doublé de Red Bull de la saison, profitant notamment de l'abandon du leader Lewis Hamilton sur sa McLaren, et malgré la pression de Button sur Webber en fin de course.
Red Bull-Renault conclut la saison 2009 à la place de vice-championne du monde des constructeurs avec 6 victoires, 5 pole positions, 16 podiums et 153,5 points, de loin sa meilleure saison jusqu'alors.

## Bilan de la saison 2009
Départs en Grands Prix
- 17 pour Sebastian Vettel
- 17 pour Mark Webber

Abandons
- 5 pour Sebastian Vettel
- 2 pour Mark Webber

Victoires
- 4 pour Sebastian Vettel
- 2 pour Mark Webber

Podiums
- 8 pour Sebastian Vettel
- 8 pour Mark Webber

Meilleurs résultats en qualification
- 4 pole positions pour Sebastian Vettel
- 1 pole position pour Mark Webber

Meilleurs tours en course
- 3 meilleurs tours en course pour Sebastian Vettel
- 3 meilleurs tours en course pour Mark Webber

Points inscrits
- 153,5 points pour Red Bull Racing
- 84 points pour Sebastian Vettel
- 69,5 points pour Mark Webber

Classements aux championnats du monde
- Red Bull Racing : 2e avec 153,5 points.
- Sebastian Vettel : 2e avec 84 points.
- Mark Webber : 4e avec 69,5 points.

## Résultats en championnat du monde de Formule 1
| Saison | Écurie          | Moteur          | Pneus       | Pilotes          | Courses | Courses | Courses | Courses | Courses | Courses | Courses | Courses | Courses | Courses | Courses | Courses | Courses | Courses | Courses | Courses | Courses | Points inscrits | Classement |
| Saison | Écurie          | Moteur          | Pneus       | Pilotes          | 1       | 2       | 3       | 4       | 5       | 6       | 7       | 8       | 9       | 10      | 11      | 12      | 13      | 14      | 15      | 16      | 17      | Points inscrits | Classement |
| ------ | --------------- | --------------- | ----------- | ---------------- | ------- | ------- | ------- | ------- | ------- | ------- | ------- | ------- | ------- | ------- | ------- | ------- | ------- | ------- | ------- | ------- | ------- | --------------- | ---------- |
| 2009   | Red Bull Racing | Renault V8 RS27 | Bridgestone |                  | AUS     | MAL**   | CHI     | BAH     | ESP     | MON     | TUR     | GBR     | ALL     | HON     | EUR     | BEL     | ITA     | SIN     | JAP     | BRÉ     | ABU     | 153,5           | 2e         |
| 2009   | Red Bull Racing | Renault V8 RS27 | Bridgestone | Mark Webber      | 12e     | 6e      | 2e      | 11e     | 3e      | 5e      | 2e      | 2e      | 1er     | 3e      | 9e      | 9e      | Abd     | Abd     | 17e     | 1er     | 2e      | 153,5           | 2e         |
| 2009   | Red Bull Racing | Renault V8 RS27 | Bridgestone | Sebastian Vettel | 13e*    | 15e     | 1er     | 2e      | 4e      | Abd     | 3e      | 1er     | 2e      | Abd     | Abd     | 3e      | 8e      | 4e      | 1er     | 4e      | 1er     | 153,5           | 2e         |

Légende : ici 
- * : Le pilote n'a pas fini la course, mais a été classé parce qu'il a parcouru plus de 90 % de la distance de la course.
- ** : La moitié des points a été distribuée parce que la course a été réduite de moins de 75 % de la distance de la course.